# Carcinoma in situ
Carcinoma in situ (CIS) of pre-invasief carcinoom is een voorstadium van een carcinoom. Het gaat hier om cellen met kwaadaardige kenmerken die echter het omliggende weefsel nog niet hebben geïnfiltreerd en nog niet op afstand zijn uitgezaaid. De term in situ is Latijn voor 'op zijn plek'. Een carcinoma in situ is daarom in de regel gemakkelijk en goed te genezen door simpelweg lokaal alle ontaarde cellen te verwijderen. 

## Voorbeelden vancarcinomata in situ
- cervicale intra-epitheliale neoplasie (CIN) is een voorstadium van baarmoederhalskanker. Bij het uitstrijkje wordt onder andere naar deze cellen gezocht.
- Ductaal carcinoma in situ (DCIS) in de borst ontwikkelt zich in de melkgangen en geeft een wat verhoogde kans op borstkanker indien niet behandeld.
- Ziekte van Bowen is een vorm van huidkanker met CIS, die zich kan ontwikkelen tot een plaveiselcelcarcinoom.
- Darmpoliepen bevatten vaak gedeelten met CIS die -indien onbehandeld- vrijwel altijd ontwikkelen tot darmkanker.
- Het CIS van de blaas is een buitenbeentje, aangezien dit een hooggradige vorm van blaaskanker is ("urotheelcelcarcinoom"), die vaak terugkeert na een behandeling en relatief snel uitzaait.